# 10 mm
Questo elenco raccoglie le cartucce il cui calibro è incluso tra i 10 e gli 11 mm.
- Lunghezza si riferisce alla lunghezza del bossolo.
- Totale si riferisce alla lunghezza totale della cartuccia, incluso il proiettile.

Le misure sono date in millimetri, seguite dall'equivalente in pollici.
Per la spiegazione dei termini nella tabella vedere la pagina bossolo.

## Cartucce da pistola semiautomatica
| Nome               | Pallottola   | Lunghezza     | Collarino     | Base          | Spalla       | Colletto      | Totale        |
| ------------------ | ------------ | ------------- | ------------- | ------------- | ------------ | ------------- | ------------- |
| .40 S&W            | 10,16 (.400) | 21,59 (.850)  | 10,77 (.424)  | 10,74 (.423)  | N/A          | 10,74 (.423)  | 28,83 (1,135) |
| 10 mm Auto         | 10,16 (.400) | 25,15 (.990)  | 10,77 (.424)  | 10,74 (.423)  | N/A          | 10,74 (.423)  | 32,00 (1,260) |
| .400 Corbon        | 10,19 (.401) | 22,81 (.898)  | 12,0 (.471)   | 11,94 (.470)  | 11,91 (.469) | 10,74 (.423)  | 30,48 (1,20)  |
| .41 Action Express | 10,41 (.410) | 22,10 (0,870) | 9,97 (0,392)  | -             | N/A          | -             | 29,21 (1,15)  |
| 10 mm Magnum       | 10,00 (.400) | 32,97 (1,298) | 12,01 (0,473) | 11,94 (0,470) | N/A          | 11,68 (0,460) | 40,89 (1,610) |

## Cartucce da rivoltella
| Nome                    | Pallottola    | Lunghezza     | Collarino    | Base         | Spalla       | Colletto      | Totale        |
| ----------------------- | ------------- | ------------- | ------------ | ------------ | ------------ | ------------- | ------------- |
| .38-40                  | 10,16 (.400)  | -             | -            | -            | -            | -             | -             |
| .41 Short / .41 Rimfire | 10,29 (.405)  | 11,86 (.467)  | 11,89 (.468) | 10,31 (.406) | -            | 10,31 (.406)  | 23,19 (.913)  |
| .41 Magnum              | 10,414 (.410) | 32,76 (1,290) | 12,90 (.492) | 11,05 (.434) | N/A          | 11,02 (.434)  | 40,39 (1,590) |
| .41 Colt                | -             | -             | -            | -            | -            | -             | 28,45 (1,120) |
| 10,4 mm Italiano        | 10,72 (.422)  | .89           | -            | -            | -            | .444          | 1,25          |
| 11 mm Tedesco           | 10,87 (.428)  | -             | -            | -            | -            | -             | -             |
| .44 Russo               | 10,90 (.429)  | 24,64 (.970)  | -            | -            | -            | -             | -             |
| .44 Special             | 10,90 (.429)  | 29,46 (1,160) | 13,06 (.514) | 11,61 (.457) | 11,58 (.456) | 10,99 (.4325) | 41,02 (1,615) |
| .44 Magnum              | 10,90 (.429)  | 32,77 (1,290) | 13,06 (.514) | 11,61 (.457) | 11,58 (.456) | 10,97 (.432)  | 40,89 (1,610) |
| .445 Super Mag          | 10,97 (.432)  | -             | -            | -            | -            | -             | -             |

## Cartucce da fucile
| Nome                         | Pallottola    | Lunghezza     | Collarino    | Base         | Spalla       | Colletto     | Totale        |
| ---------------------------- | ------------- | ------------- | ------------ | ------------ | ------------ | ------------ | ------------- |
| .401 Winchester Self-Loading | 10,34 (.4065) | 38,1 (1,5)    | 11,68 (.490) | 11,68 (.490) | -            | 10,99 (.432) | 38,1 (2,005)  |
| .44 WCF                      | 10,85 (.427)  | 33,27 (1,310) | 13,33 (.525) | 11,96 (.471) | 11,61 (.457) | 11,25 (.443) | 40,44 (1,592) |
| .408 Chey Tac                | 10,4 (.408)   | 77 (3,04)     | 16,3 (.640)  | 16,2 (.637)  | 15,3 (.601)  | 11,1 (.438)  | 109,4 (4,307) |
| .416 Barrett                 | 10,57 (.416)  | 83,058 (3,27) | 20,2 (.797)  | 20,2 (.797)  | 18,6 (.732)  | 11,8 (.465)  | 116,33 (4,58) |
| .416 Remington Magnum        | 10,566 (.416) | 72,39 (2,850) | 13,51 (.532) | 13,03 (.513) | 12,37 (.487) | 11,35 (.447) | 91,44 (3,600) |
| .416 Rigby                   | 10,57 (.416)  | 73,66 (2,90)  | 14,88 (.568) | 14,96 (.589) | 13,72 (.540) | 11,33 (.446) | 94,49 (3,720) |
| .416 Weatherby Magnum        | 10,566 (.416) | 73,99 (2,913) | 14,70 (.579) | 14,78 (.582) | 14,25 (.561) | 11,28 (.444) | 95,25 (3,750) |
| .404 Jeffery                 | 10,75 (.422)  | 72,64 (2,86)  | 1,27 (.05)   | 13,82 (.544) | 13,21 (.520) | 11,43 (.450) | 89,66 (3,53)  |
| .405 Winchester              | 10,45 (0,411) | 65,6 (2,583)  | 13,8 (0,543) | 11,7 (0,461) | -            | 11,1 (0,436) | 80,6 (3,175)  |
| .444 Marlin                  | 10,922 (.430) | 56,51 (2,225) | 13,05 (.514) | 11,96 (.471) | -            | 11,51 (.453) | 65,28 (2,570) |